# Рукомиський печерний храм
Рукомиський печерний храм — святилище, культова споруда у травертиновій скелі. Розташований на крутому правому березі річки Стрипи в селі Рукомиші Бучацького району Тернопільської області.
Храм — це зала площею близько 25 м². На стінах і стелі видно сліди від вирубування каменю. Вхід — заввишки 1,5 м і завширшки до 1 м — з південного боку.
На північ від храму є ряд менших ґротів, вирубаних у скелі, які, очевидно, були келіями ченців. Неподалік входу — залишки стародавнього муру.
Біля підніжжя схилу розташована мурована церква святого Онуфрія (мури — 1,5-метрової висоти, збудована приблизно в середині XVIII століття на місці однойменного дерев'яного храму).
За місцевими переказами, печерні храм і монастир були облаштовані в XIII ст. ченцями Києво-Печерської Лаври, які тут зупинилися, рятуючись від монголів, коли Батий зруйнував Київ. Згодом їх переселили в новозбудований монастир оо. Василіян у м. Бучачі. Скельний храм залишився, в ньому моляться досі.
Нині він уособлює Божий гріб, тут лежить «фігура» Ісуса Христа, в страсну п'ятницю сюди вносять плащаницю для поклоніння. До скельної церкви підведено освітлення, засклено вікно, настелено підлогу, є ікони. Храм — частина культового комплексу, до якого також належить церква святого Онуфрія, Хресна дорога, басейн для освячення води. Його відвідують численні прочани.

## Світлини

Одна зі стацій Хресної дороги
Вигляд на церкву святого Онуфрія
Вигляд на печерний храм
Келія печерного храму
Доріжка печерного храму